# Бэбкок, Харри
Харри Бэбкок (англ. Harry Babcock, полное имя Henry Stoddard «Harry» Babcock; 1890—1965) — американский легкоатлет, который выиграл золотую медаль на олимпийских играх 1912 года в прыжках с шестом с олимпийским рекордом — 3,95 м. Когда он стал победителем он попытался установить мировой рекорд, планка была установлена на высоте 4,06 м, но не смог её покорить с трёх попыток. Также он принимал участие в десятиборье, однако не смог выполнить все виды, закончив выступление после четвёртого вида.

## Биография
Родился 15 декабря 1890 года.
Спортивную карьеру начал с выступлений в прыжках в длину. В 1912 году окончил Колумбийский университет с дипломом инженера, и работал продавцом пиломатериалов в компании Irvington.
Умер 5 июня 1965 года.